# Mycetophyllia lamarckiana
Mycetophyllia lamarckiana är en korallart som beskrevs av Milne Edwards och Jules Haime 1848. Mycetophyllia lamarckiana ingår i släktet Mycetophyllia och familjen Mussidae. IUCN kategoriserar arten globalt som livskraftig. Inga underarter finns listade i Catalogue of Life.